# Coenagrion
Coenagrion és un gènere d'odonat zigòpter de la família Coenagrionidae.
Als Països Catalans podem trobar les espècies següents:
- Donzell de ratpenat (Coenagrion pulchellum)
- Donzell de ferradura (Coenagrion puella)
- Donzell mercurial (Coenagrion mercuriale)
- Donzell de trinxant (Coenagrion scitulum)
- Donzell del gat (Coenagrion caerulescens)
- Donzell llancer (Coenagrion hastulatum)

## Taxonomia
El llistat complet de les espècies del gènere és:
- Coenagrion aculeatum (Yu & Bu, 2007)
- Coenagrion adelais (Fourcroy, 1785)
- Coenagrion amurense (Bartenev, 1956)
- Coenagrion antiquum (Belyshev, 1955)
- Coenagrion armatum (Charpentier, 1840)
- Coenagrion angulatum (Walker, 1912)
- Coenagrion australocaspicum (Dumont & Heidari, 1996)
- Coenagrion bartenevi (Belyshev, 1955)
- Coenagrion bifurcatum (Zhu & Ou-yan 2000)
- Coenagrion brevicauda (Bartenev, 1956)
- Coenagrion caerulescens (Fonscolombe, 1838)
- Coenagrion castellani (Roberts, 1948)
- Coenagrion chusanicum (Navás, 1933)
- Coenagrion dorothaea (Fourcroy, 1785)
- Coenagrion ecornutum (Selys, 1872)
- Coenagrion exornatum (Selys, 1872)
- Coenagrion glaciale (Selys, 1872)
- Coenagrion hastulatum (Charpentier, 1825)
- Coenagrion holdereri (Förster, 1900)
- Coenagrion hylas (Trybom, 1889)
- Coenagrion intermedium (Lohmann, 1990)
- Coenagrion interrogatum (Hagen in Selys, 1876)
- Coenagrion johanssoni (Wallengren, 1894)
- Coenagrion kashmirum (Chowdhary & Das, 1975)
- Coenagrion lanceolatum (Selys, 1872)
- Coenagrion lehmanni (Kolenati, 1856)
- Coenagrion lunulatum (Charpentier, 1840)
- Coenagrion lyelli (Tillyard, 1913)
- Coenagrion melanoproctum (Selys, 1876)
- Coenagrion mercuriale (Charpentier, 1840)
- Coenagrion ornatum (Selys, 1850)
- Coenagrion persicum (Lohmann, 1993)
- Coenagrion ponticum (Bartenef, 1929)
- Coenagrion puella (Linnaeus, 1758)
- Coenagrion pulchellum (Van der Linden, 1823)
- Coenagrion pygmaea (Navás, 1919)
- Coenagrion resolutum (Hagen in Selys, 1876)
- Coenagrion scitulum (Rambur, 1842)
- Coenagrion simillimum (Bartenev, 1911)
- Coenagrion sophia (Fourcroy, 1785)
- Coenagrion striatum (Bartenev, 1956)
- Coenagrion syriacum (Morton, 1924)
- Coenagrion tengchongensis (Yu & Bu, 2007)
- Coenagrion terue (Asahina, 1949)
- Coenagrion tugur (Bartenev, 1956)
- Coenagrion vanbrinkae (Lohmann, 1993)

## Galeria

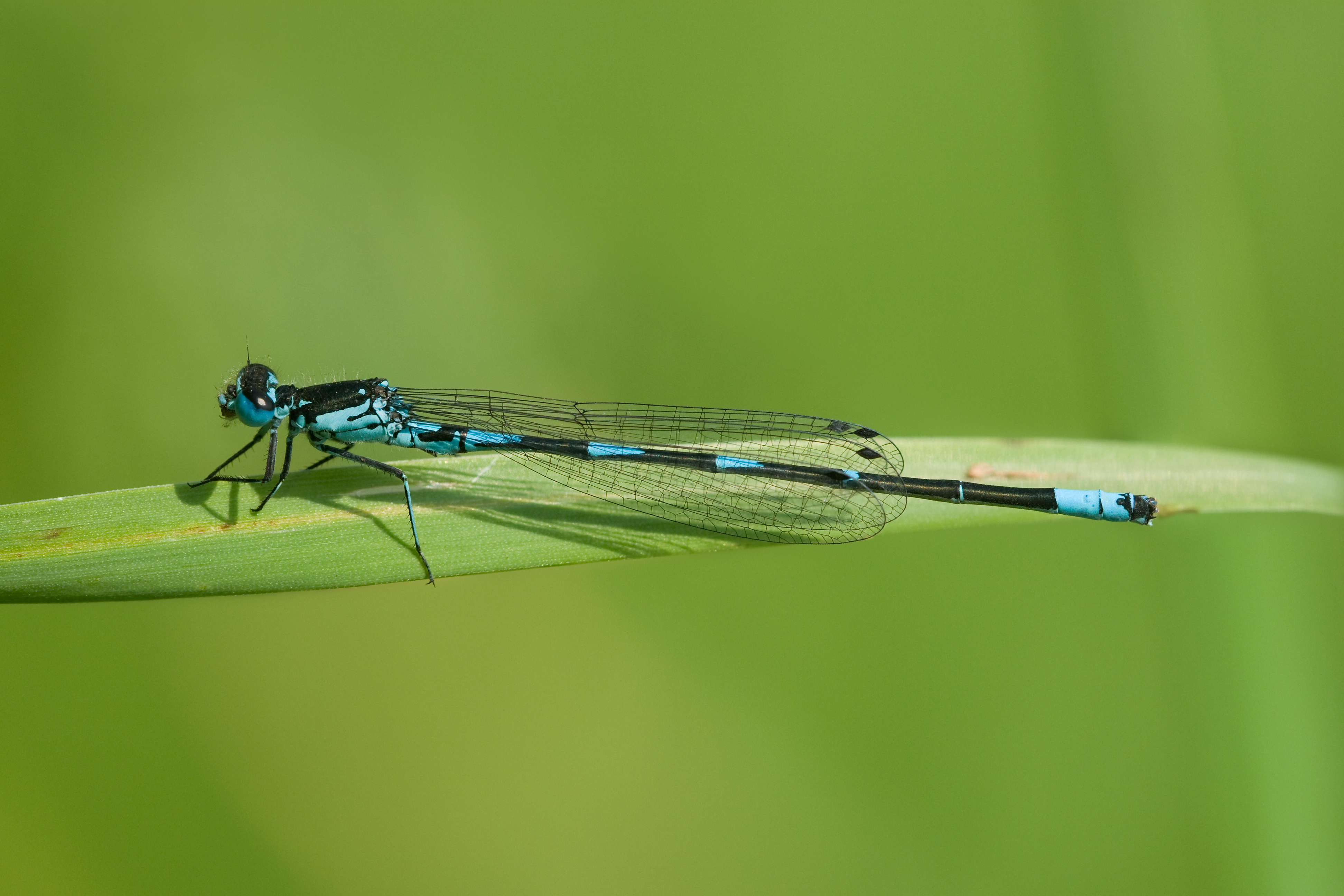
Coenagrion pulchellum
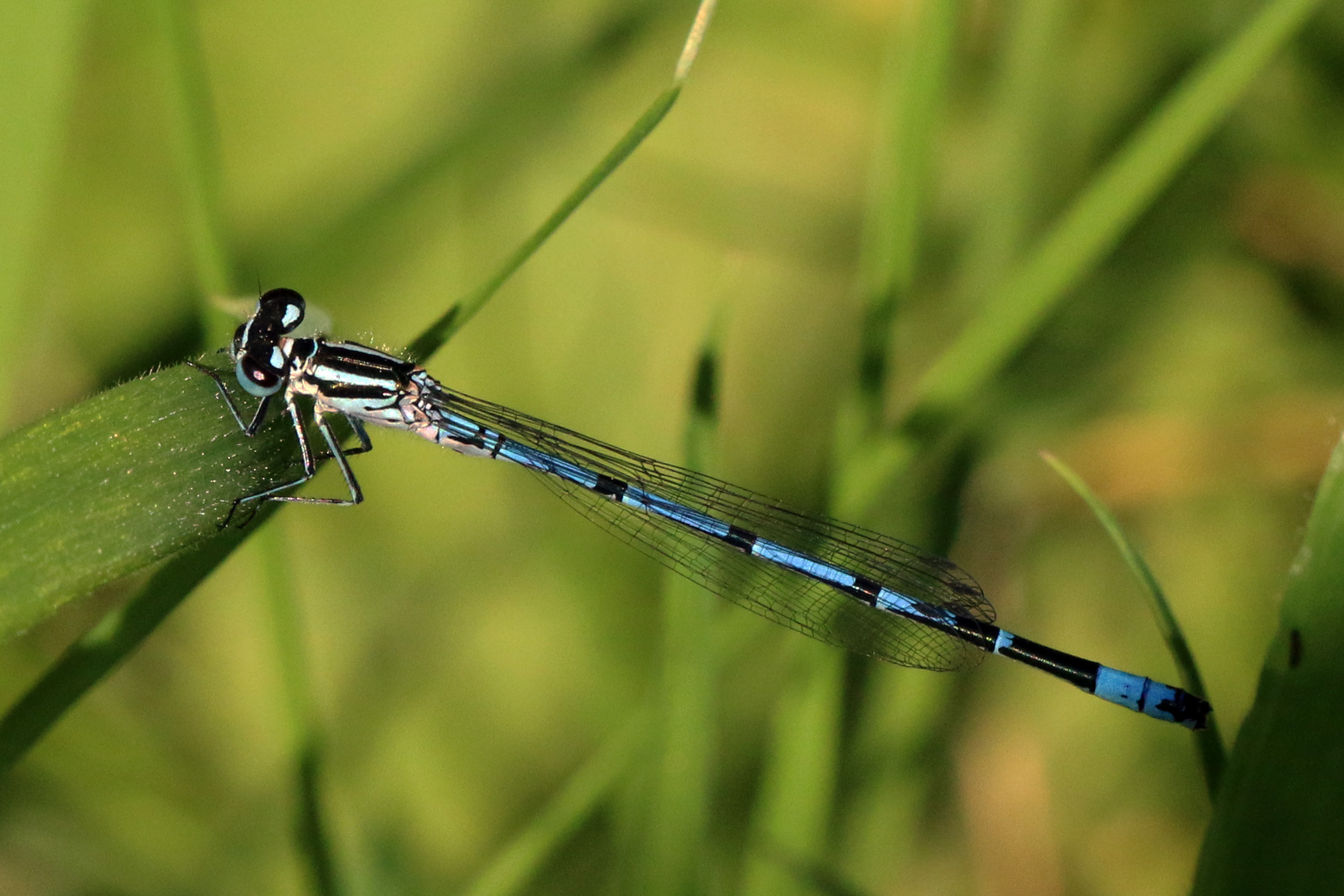
Coenagrion puella
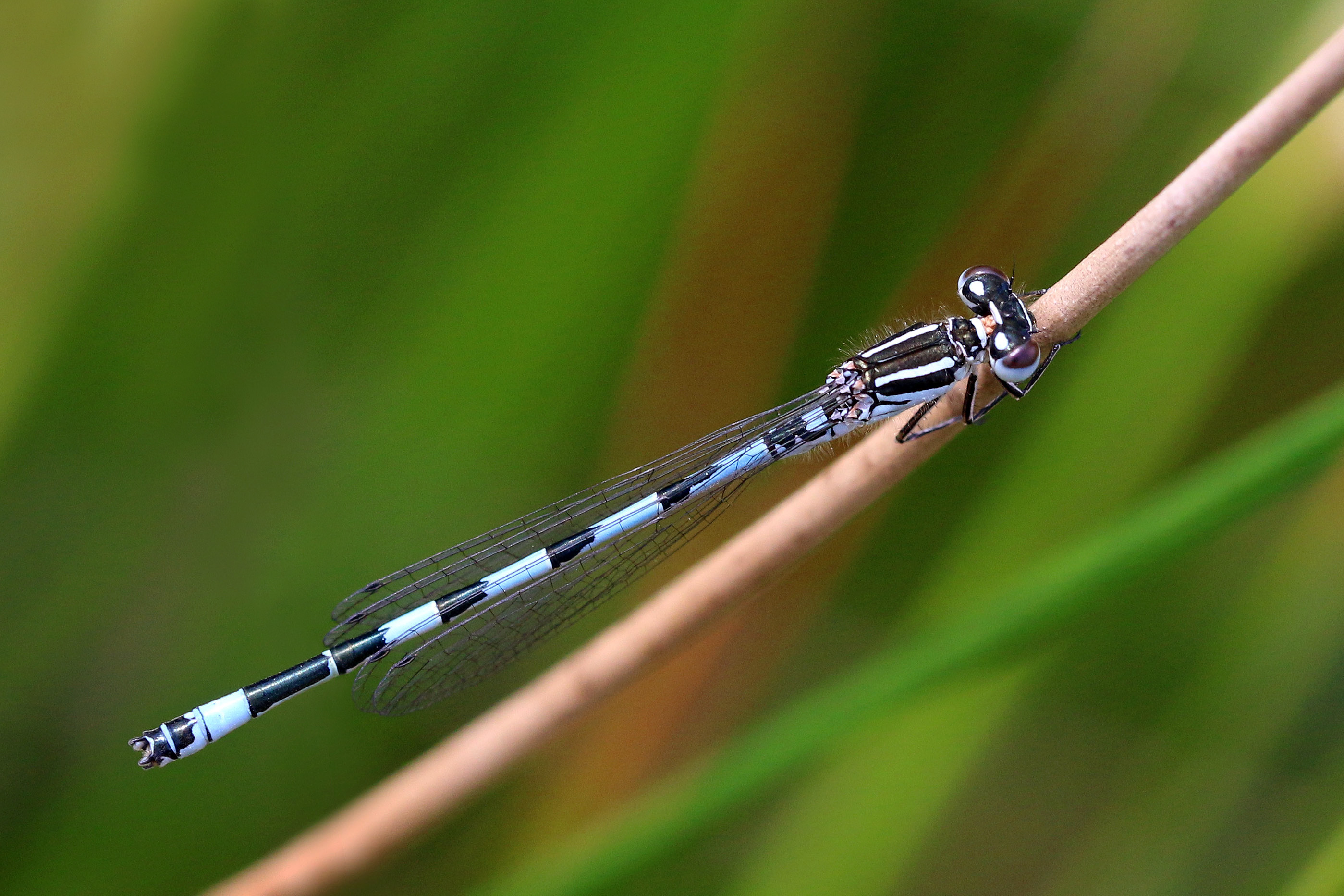
Coenagrion mercuriale
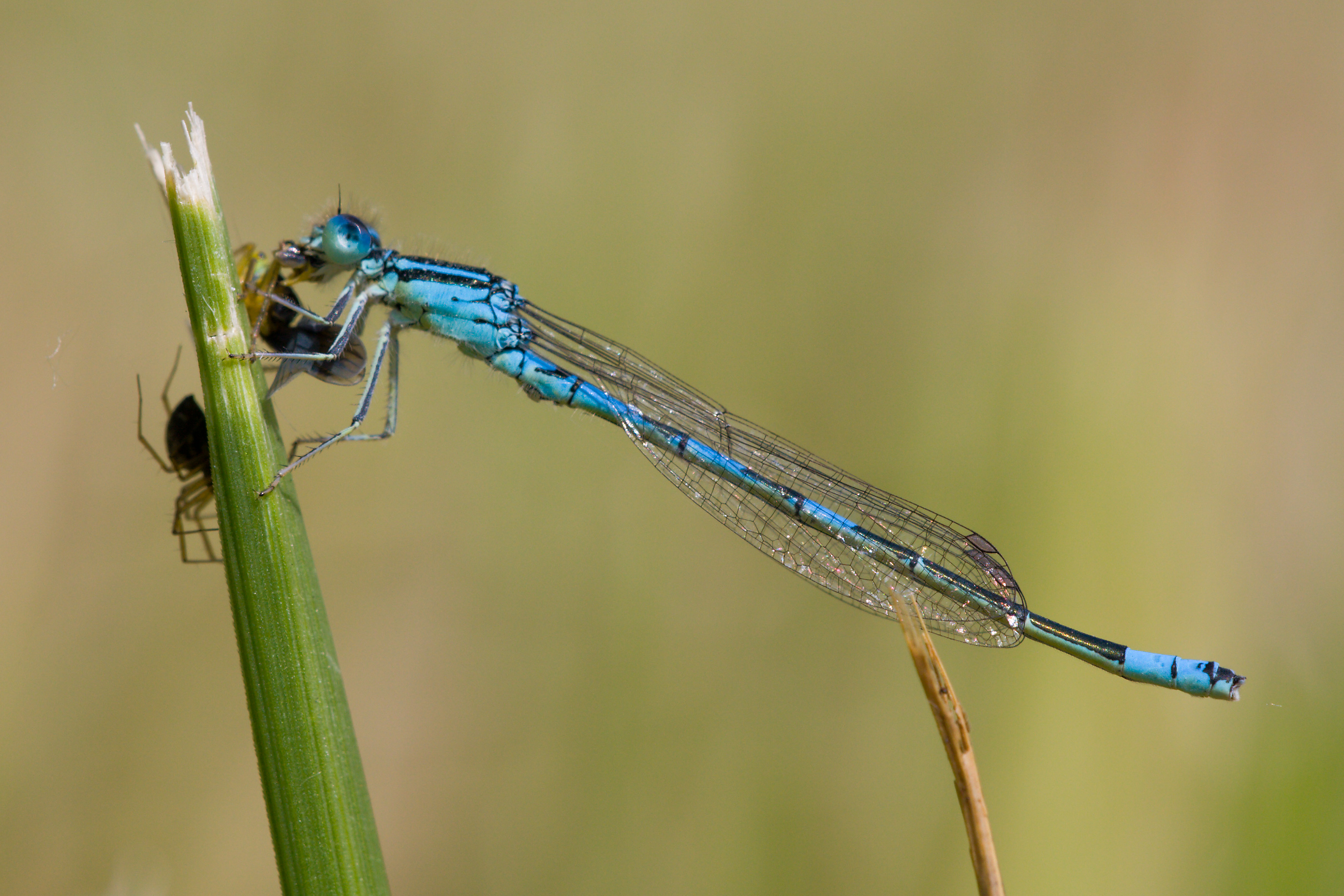
Coenagrion scitulum
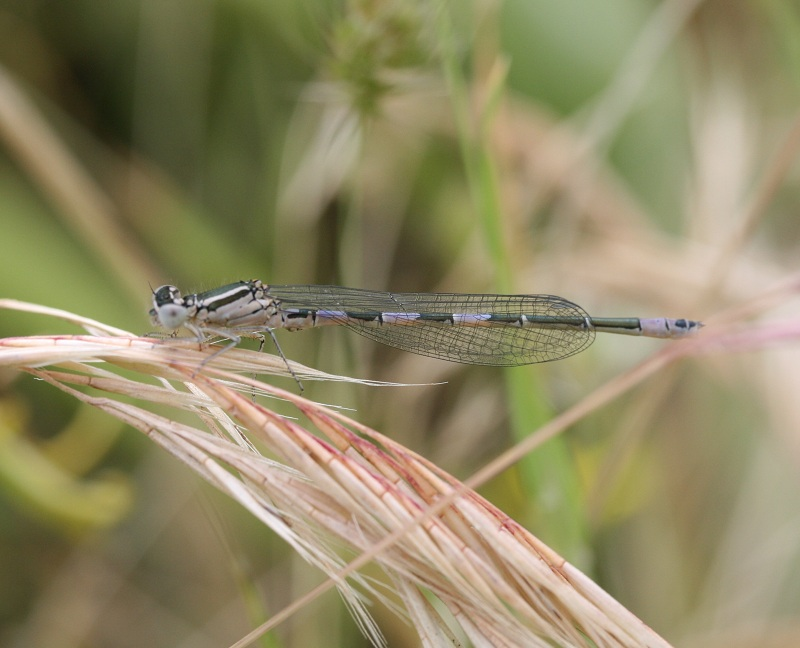
Coenagrion caerulescens
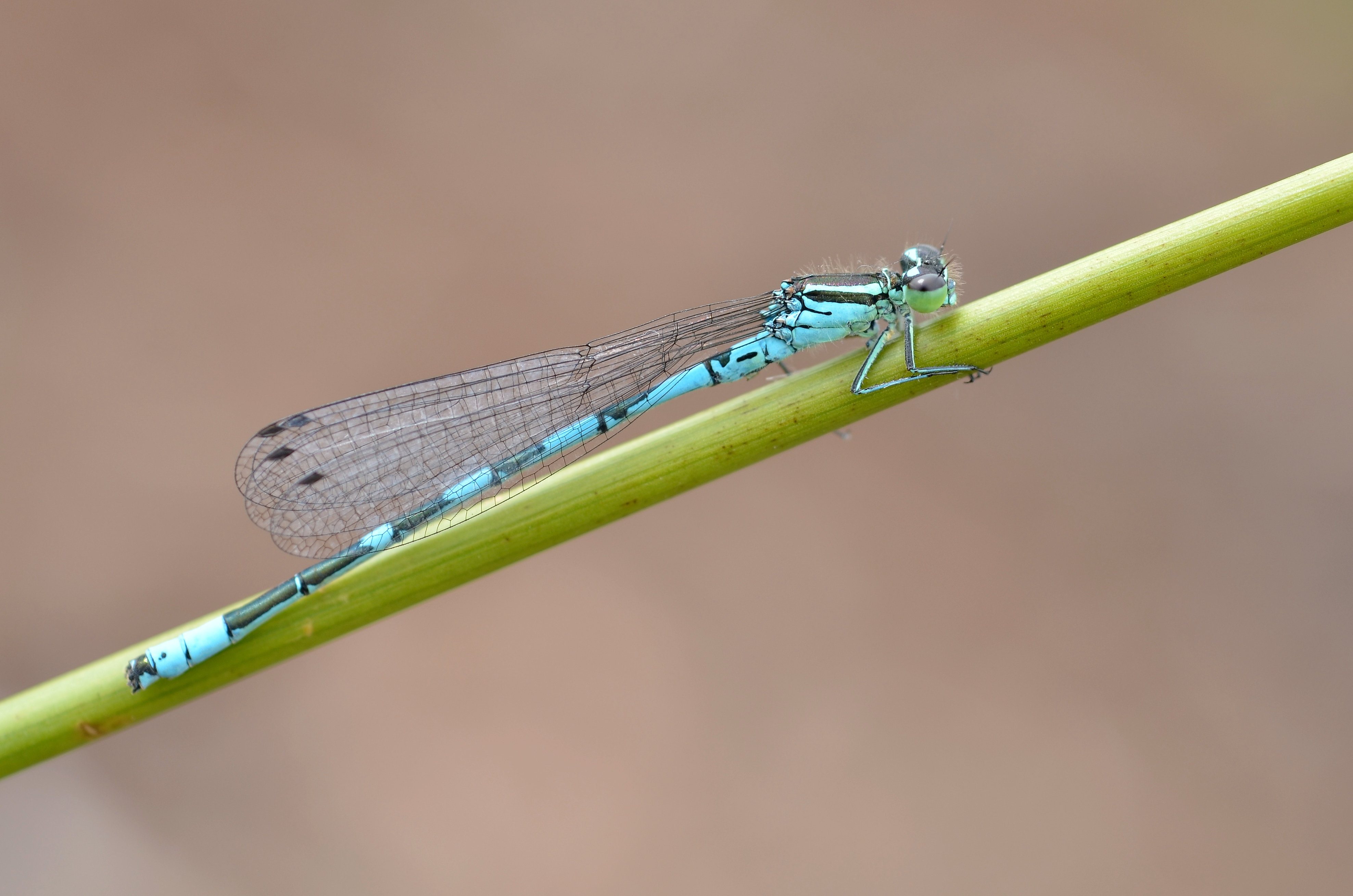
Coenagrion hastulatum